# 清溪乡 (孙吴县)
清溪乡，是中华人民共和国黑龙江省黑河市孙吴县下辖的一个乡镇级行政单位。

## 行政区划
清溪乡下辖以下地区：
腰岭村、平顶村、清溪村、金沟村、富库山村和永清村。